# Lauegruppe
Die 11 unterschiedlichen Laueklassen bzw. Lauegruppen (nach dem Physiker Max von Laue) sind wesentliche Elemente der Kristallographie. Nur sie können mit einfachen kristallographischen Beugungsmethoden unterschieden werden. Man erhält sie, indem man jeder der 32 Punktgruppen bzw. Kristallklassen ein Inversionszentrum hinzufügt.
Dagegen kann eine Punktgruppe ohne Symmetriezentrum nicht mit einfachen kristallographischen Methoden von einer mit zusätzlichem Symmetriezentrum unterschieden werden. Das Beugungsmuster von Kristallen in der Röntgenbeugung (wie auch bei der Neutronen- und Elektronenbeugung) ist nämlich immer zentrosymmetrisch, unabhängig davon, ob die Punktgruppe des Kristalls ein Symmetriezentrum besitzt oder nicht (Friedelsches Gesetz).
Die Bestimmung der Lauegruppe ist einer der ersten Schritte in der Kristallstrukturanalyse. Erst dann kann die Raumgruppe abgeleitet werden.
Geordnet nach Kristallsystem sind die Lauegruppen (angegeben in der Hermann-Mauguin-Symbolik):
| Kristallsystem | Lauegruppe  | Punktgruppen                    |
| -------------- | ----------- | ------------------------------- |
| triklin        | 1           | 1, 1                            |
| monoklin       | 2/m         | 2/m, m, 2                       |
| orthorhombisch | 2/m 2/m 2/m | 2/m 2/m 2/m ; mm2, 222          |
| tetragonal     | 4/m         | 4/m, 4, 4                       |
| tetragonal     | 4/m 2/m 2/m | 4/m 2/m 2/m ; 42m ; 4mm ; 422   |
| trigonal       | 3           | 3, 3                            |
| trigonal       | 3 2/m       | 3 2/m ; 3m ; 32                 |
| hexagonal      | 6/m         | 6/m ; 6 ; 6                     |
| hexagonal      | 6/m 2/m 2/m | 6/m 2/m 2/m ; 6m2 ; 6mm ; 6 2 2 |
| kubisch        | 2/m 3       | 2/m3 ; 2 3                      |
| kubisch        | 4/m 3 2/m   | 4/m 3 2/m ; 4 3 m ; 4 3 2       |

## Ausnutzung anomaler Streuung
Die direkte Bestimmung der tatsächlichen Punktgruppe aus der Symmetrie des Röntgenbeugungsbildes ist möglich, wenn man die anomale Streuung ausnutzt. Dazu verwendet man Röntgenstrahlung, deren Wellenlänge nahe einer Absorptionskante einer Atomsorte des untersuchten Materials liegt. Dann hat die von dem entsprechenden Atom gebeugte Röntgenstrahlung eine zusätzliche Phasenverschiebung, die bewirkt, dass das Friedelsche Gesetz nicht mehr gilt. Dies hat kleine Abweichungen von der Zentralsymmetrie des Beugungsmusters zur Folge, so dass nicht nur die echte Punktgruppe beobachtet, sondern auch das Phasenproblem gelöst werden kann. Diesen Effekt hat Bijvoet im Rahmen seiner Untersuchungen an Natriumrubidiumtartrat eingesetzt.
Da eine Strahlung passender Wellenlänge oft nicht zur Verfügung steht, versucht man in der Regel, den Nachweis eines fehlenden Symmetriezentrums durch andere physikalische Effekte zu erbringen, z. B. durch den Piezoeffekt oder die Frequenzverdopplung.